# کورئوس
کورئوس (انگلیسی: Correos) شرکت پست اسپانیایی است، که در سال ۱۷۱۶ تأسیس شد.